# Achter Schoonhoven
Achter Schoonhoven is een natuurgebied in de Belgische gemeente Aarschot. Het gebied is 96 hectare groot en is in beheer bij Natuurpunt; het is onderdeel van Natura 2000-gebied Demervallei. Achter Schoonhoven is gelegen in de Demervallei die omsloten is door Diestiaanheuvels.

## Beschrijving
Achter Schoonhoven is een mozaïek van weilanden, bosjes en struwelen. Deze zijn voor het grootste deel gelegen aan de rand of in de oorspronkelijke komgronden van de Demer. Deze rivier meandert sterk maar ligt voor het grootste deel in een bedijkte bedding op haar weg door het natuurgebied. Door het aangepaste natuurbeheer worden de oude moerasgronden hersteld met de vele plaatsen waar kwelwater aan het oppervlak komt.

## Fauna
In het gebied komt de roodborsttapuit voor als broedvogel. Verder zijn ook de vos, steenmarter, bunzing, eikelmuis, haas, konijn en ree hier aanwezig. De eikelmuis heeft in dit gebied haar noordelijke grens van haar verspreidingsgebied.